# Claudio Masin
Claudio Ettore Masin (Buenos Aires, 15 marzo 1958) è un attore e regista cinematografico argentino naturalizzato italiano.
Nato e cresciuto a Buenos Aires. Dopo aver esordito come attore in due telenovele argentine, si trasferisce in Europa nel 1980. La sua carriera artistica si alterna tra il cinema e serie Tv.

## Biografia
Nato a Buenos Aires, in Argentina, il 15 marzo 1958, figlio d'immigrati italiani. Suo padre, di origine veneta, era un imprenditore proprietario di un locale notturno della capitale argentina, La Biga (1962-1965), mentre sua madre era impiegata presso un giornale della comunità italiana Corriere degli Italiani.
Durante gli anni della scuola elementare trascorsi alla Cristoforo Colombo, si iscrive ad un club sportivo, dove inizia a frequentare diverse discipline sportive, principalmente una in particolare, quella del judo. Disciplina questa che gli permetterà, dopo anni di costante allenamento, di raggiungere meritevoli risultati e la cintura nera di 1º dan.
In quegli anni, oltre la scuola e lo sport, Masin passa molto del suo tempo libero nel locale di suo padre, frequentato a quell'epoca da molti personaggi famosi dello spettacolo e dello sport, nazionali ed Internazionali. Attratto fin d'allora dal show business in generale scopre, dopo una rappresentazione teatrale scolastica, la sua forte passione prima per la musica e poi per la recitazione. Si iscrive ad un corso di chitarra classica, ma la sua tendenza musicale per il rock lo stimolano a proseguire come autodidatta.
Finito il triennio nelle scuole medie continua i suoi studi nelle superiori presso l'istituto geografico militare e si diploma come Perito Tecnico e Disegnatore. Ma è un titolo di cui non eserciterà mai la professione. 
Nel 1977 si iscrive alla accademia d'arte drammatica dove studia canto e recitazione. Nello stesso anno debutta come attore nella telenovela argentina dTiempo de vivir, prodotta da Canal 13.
Nel 1980 si trasferisce in Italia. Pochi mesi dopo il suo arrivo, Masin partecipa allo sceneggiato TV Un'ora per voi, un programma realizzato per i lavoratori Italiani all'estero, prodotto dalla Rai e dalla RTSI.
Nel 1986 viene scelto dal regista Robert M. Young che gli affida un ruolo nel film Oddio, ci siamo persi il papa dove recita insieme a Tom Conti, Edward James Olmos, Fernando Rey, Giancarlo Giannini.
L'anno successivo viene diretto da Pasquale Squittieri, nel film Gli invisibili. 
Il 1989 è l'anno di svolta della sua carriera, diventa noto come attore grazie all'interpretazione di Marzio Alimenti nella serie TV italiana di grande successo La piovra 4 diretta da Luigi Perelli. 
Negli anni a seguire prende parte a diverse serie TV internazionali come Blue Bloods (1988) di Sidney Hayers dove lavora insieme a Lauren Hutton, Fernando Rey, Rossano Brazzi, Capucine, Franco Nero e in Death has a bad reputation (1990) di L.Gordon Clark con Elizabeth Hurley, Tony Lo Bianco e Pamela Villoresi.
Nel 1997 firma il suo primo lungometraggio, dal titolo Aria compressa - Soft Air, e in seguito realizza come regista diversi spot pubblicitari e documentari.
Dal 2003, i suoi impegni si alternano tra regia e recitazione.
Figura nel cast, come protagonista di puntata, quasi sempre nel ruolo del cattivo, in numerose serie TV come La squadra (2002), la quinta stagione de Distretto di polizia (2005), e R.I.S. - Delitti imperfetti di Alexis Sweet (2005).
Nel 2007 interpreta il ruolo del vice questore Sgravallo nel film di Claudio Fragasso, Milano Palermo - Il ritorno, mentre in Le ultime 56 ore, dov'è anche il primo aiuto alla regia, interpreta il Generale Merlo.
In Intelligence - Servizi & segreti (2009) di Alexis Sweet è il principale confidente dei servizi segreti mentre nella serie TV in Come un delfino (2011) di Stefano Reali interpreta il ruolo del manager.
Altre sue partecipazioni sono nell'undicesima stagione di Distretto di Polizia (2011) e nella seconda stagione de XIII Apostolo (2013).
Sempre nel 2013 collabora, in qualità di primo aiuto alla regia, alla realizzazione del film Il Ragioniere della Mafia di Federico Rizzo, dove interpreta anche il ruolo del capo del FBI.
L'anno successivo (2014), nella sesta stagione della serie TV Squadra antimafia interpreta il ruolo del narcotrafficante messicano Miguel Laredo, mentre nella serie TV Task Force 45 (2016) fa un cameo nei panni del Generale Moretti.

## Filmografia

### Cinema
- Oddio, ci siamo persi il papa, regia di Robert M. Young (1986)
- Gli invisibili, regia di Pasquale Squittieri (1988)
- Le amiche del cuore, regia di Michele Placido (1992)
- Soft Air - Aria Compressa, regia di Claudio Masin (1997)
- Pazzo d'amore, regia di Mariano Laurenti (1999)
- Cronaca di un ricatto, regia di Stelvio Massi (1999)
- Milano Palermo - Il ritorno, regia di Claudio Fragasso (2007)
- 15 Seconds (cortometraggio), regia di Gianluca Petrazzi (2008)
- Il ragioniere della mafia, regia di Federico Rizzo (2013)

### Televisione
- Tiempo de Vivir - telenovela (1976-1977)
- Un'Ora per Voi, regia di Raffaele Meloni (1981)
- La città e il mio poeta, regia di Alberto Fei (1982)
- Big Man, regia di Steno (1987)
- La piovra 4, regia di Luigi Perelli (1989)
- Blue Blood, regia di Sidney Hayers (1988)
- Death Has a Bad Reputation, regia di L. Gordon Clark (1990)
- A tutte le Volanti, regia di Romolo Guerrieri (1991)
- Viaggio in Sicilia, regia di GianPaolo Serra (1997)
- La Squadra, regia di Stefano Alleva (2002)
- Distretto di Polizia - serie TV, episodi 5x21-11x02 (2005-2011)
- R.I.S. 2 - Delitti imperfetti, regia di Alexis Sweet, episodio 2x04 (2006)
- Intelligence - Servizi & segreti, regia di Alexis Sweet (2009)
- R.I.S. Roma - Delitti imperfetti, regia di Fabio Tagliavia - serie TV, episodio 1x04 (2010)
- Come un delfino, regia di Stefano Reali (2011)
- Il tredicesimo apostolo (seconda serie), regia di Alexis Sweet (2013)
- Squadra antimafia 6 - serie TV, episodi 6x08-6x09 (2014)
- Fuoco amico TF45 - Eroe per amore, regia di Beniamino Catena - serie TV (2016)

## Regia

### Film
- Soft Air (1997)
- I Want You (Short Film) (2020)

### Documentari
- Alla Scoperta di Tilos (1998)
- Budelli Island (2000)

### Teatro
- Mille Papaveri Rossi - Teatro Olimpico, Roma (2000)
- Festival del Bloopers - Teatro Flaiano, Roma (2005)